# Fritz-Henßler-Berufskolleg
Das Fritz-Henßler-Berufskolleg (FHBK) der Stadt Dortmund (Sekundarstufe II) ist ein gewerblich-technisches Berufskolleg in Nordrhein-Westfalen. Es hat die Schwerpunkte Bau- und Holztechnik, Gestaltungstechnik sowie Druck- und Medientechnik. Der Hauptstandort befindet sich in der Brügmannstraße in der Nähe des Hauptbahnhofs. Namensgeber der Schule ist der Dortmunder Politiker Fritz Henßler. Bis zum Jahr 1999 hieß das Berufskolleg „Gewerbliche Schulen III der Stadt Dortmund“.
Das FHBK hat 2023 etwa 2900 Schüler, die aus 54 Nationen kommen und von ca. 110 Lehrern in 40 dualen und vollzeitschulischen Bildungsgängen unterrichtet werden. Die Schüler des FHBKs können neben der dualen Ausbildung einen Hauptschulabschluss, den Mittleren Schulabschluss und die Fachhochschulreife erwerben. Außerdem bietet das FHBK Jugendlichen ohne Ausbildungsplatz eine Vorbereitung auf die Berufsausbildung an.

## Geschichte
Das Hauptgebäude an der Brügmannstraße, das wegen der Bombenangriffe im März 1945 nur noch zu einem geringen Teil existiert, wurde 1908 vom Stadtbaurat Friedrich Kullrich als Handwerker- und Kunstgewerbeschule erbaut. 1914 wurde als Seitentrakt von den Architektenbrüdern D. & K. Schulze die Fortbildungsschule errichtet. Sie war die Weiterentwicklung der Sonntagsschule, in der die Lehrlinge vor und nach dem Kirchgang in Zeichnen, Schreiben und Rechnen unterrichtet wurden sowie später auch staatsbürgerliche Erziehung erhielten. Die „Gewerbliche Fortbildungsschule“ ist als bildungspolitische Nachfolgerin der Sonntagsschule 1904 in Dortmund eingerichtet worden und gilt als Beginn schulischer berufserzieherischer Arbeit.
1920 wurde aus der gewerblichen Fortbildungsschule die „Städtische Gewerbliche Berufsschule Dortmund“. Der Einzugsbereich der Schule erweiterte sich durch das Eingemeindegesetz von 1929. Die gewerblichen Schulen der Vororte wurden zentral unter der Gesamtleitung der „Gewerblichen Berufsschule für männliche Jugendliche“ zusammengefasst.
Diese Schule wurde 1939 in zwei Berufsschulen für die männliche Jugend aufgeteilt: eine Handwerkerberufsschule und eine Industrieberufsschule. Die Handwerkerberufsschule verblieb mit den meisten Schülern im Gebäude Brügmannstraße, Nebenstellen befanden sich in den Schulen Hoher Wall 36 und Leibnizstraße 6.
Bis zum 24. September 1944 wurde der Schulbetrieb – zum Teil mit erheblichen Einschränkungen – aufrechterhalten. An diesem Tag wurde die Schule geschlossen.
Am 12. März 1945 wurde das Schulgebäude vollständig zerstört. Am 14. April 1945 erfolgten die ersten organisatorischen Vorarbeiten für den Wiederbeginn der Schularbeit. Der Unterricht wurde erschwert durch zerstörte Fenster, das Fehlen jeder hygienischen Einrichtung und die große Kälte in den Wintermonaten ohne Heizmöglichkeiten. Im Juni 1946 wurde die Genehmigung für die Wiederaufnahme des Unterrichts erteilt.
Nach der Wiedereröffnung der Industrieberufsschule im Herbst 1946 erhielt sie den Namen „Berufsschule für das Metallgewerbe“ und die Handwerkerschule hieß fortan „Städtische Gewerbliche Berufsschule“. Ihr wurden die Jugendlichen aus dem Bau-, Nahrungs- und Kunstgewerbe sowie Laboranten zugeteilt.
In den 1960er Jahren wurden die immer größer gewordenen Berufsschulen neu aufgeteilt und durchnummeriert. Die Vorläuferschule des Fritz-Henßler-Berufskollegs hieß nun Gewerbliche Schulen III. Im Rahmen einer generellen Überführung der Berufsschulen in Berufskollegs erhielt 1999 das Berufskolleg der Gewerblichen Schulen III den neuen Namen Fritz-Henßler-Berufskolleg.
Seit April 2015 werden die historischen Gebäudeteile saniert, die Anbauten aus den 1950er und 1960er rückgebaut und neue Gebäudeteile errichtet, die die Anmutung der historischen Gebäudeteile aufnehmen und ein Gesamtkonzept darstellen. Im September 2018 fand die feierliche Übergabe des neuen Hauptgebäudes durch den damaligen Oberbürgermeister Ullrich Sierau statt.

## Duale Berufsausbildung
Am Fritz-Henßler-Berufskolleg werden Fachklassen des dualen Systems aus den Fachbereichen Ernährungs- und Versorgungsmanagement, Gestaltung und Technik und Naturwissenschaften unterrichtet. Im Rahmen der dualen Berufsausbildung ergibt sich für das FHBK sowohl eine lokale, regionale, landesweite, bundesweite als auch eine internationale Bedeutung.

### Lokale Bedeutung
Es werden Ausbildungsberufe wie
- Ausbaufacharbeiter/-in,
- Bauten- und Objektbeschichter/-in,
- Chemielaborant/-in,
- Fahrzeuglackierer/-in,
- Fliesen-, Platten- und Mosaikleger/-in,
- Fotograf/-in,
- Hochbaufacharbeiter/-in,
- Maler/-in und Lackierer/-in,
- Maschinen- und Anlagenführer/-in,
- Maurer/-in,
- Mediengestalter/-in Digital und Print,
- Medientechnolog/-in Druck,
- Medientechnolog/-in Siebdruck,
- Medientechnolog/-in Druckverarbeitung,
- Polster- und Dekorationsnäher/-in,
- Raumausstatter/-in,
- Tischler/-in und
- Zimmerer/-in

unterrichtet.

### Regionale Bedeutung
Weiterhin werden am FHBK Bezirksfachklassen der folgenden Ausbildungsberufe beschult:
- Dachdecker/-in (1. Ausbildungsjahr) und
- Glaser/-in.[6]

### Landesweite Bedeutung
Zudem gibt es bezirksübergreifende Fachklassen bzw. Landesfachklassen für
- Gebäudereiniger/-in (Einzugsbereich: Regierungsbezirk Arnsberg und Münster),
- Schilder- und Lichtreklamehersteller/-in (Einzugsbereich: Regierungsbezirk Arnsberg und Detmold) und
- Vermessungstechniker/-in (Einzugsbereich: Regierungsbezirk Arnsberg und ab dem 2. Ausbildungsjahr Regierungsbezirk Detmold).[6]

### Bundesweite Bedeutung
Außerdem werden folgende Ausbildungsberufe in landesübergreifenden bzw. Bundesfachklassen am FHBK unterrichtet:
- Brauer/-in und Mälzer/-in (Einzugsbereich: Nordrhein-Westfalen und Niedersachsen; eine von vier Schulen in Deutschland),
- Brenner/-in (Einzugsbereich: alle Länder; einzige Schule in Deutschland),
- Destillateur/-in (Einzugsbereich: alle Länder; einzige Schule in Deutschland) und
- Gerüstbauer/-in (Einzugsbereich: Bremen, Hamburg, Niedersachsen, Nordrhein-Westfalen und Schleswig-Holstein; eine von drei Schulen in Deutschland).[7]

## Weitere Bildungsangebote
Neben den Fachklassen des dualen Systems bietet das FHBK noch weitere Bildungsangebote zum Erwerb beruflicher Kenntnisse, Fähigkeiten und Fertigkeiten an:

### Ausbildungsvorbereitung und Erster Schulabschluss
- schulischer Bildungsgang mit dem Schwerpunkt Farbtechnik und Raumgestaltung (1 Jahr)
- schulischer Bildungsgang mit dem Schwerpunkt Bau und Holztechnik (1 Jahr)
- Internationale Förderklasse mit dem Schwerpunkt Farbtechnik und Raumgestaltung

### Berufliche Qualifikation und Erweiterter Erster Schulabschluss
- Berufsfachschule Typ 1 mit dem Schwerpunkt Farbtechnik und Raumgestaltung (1 Jahr)
- Berufsfachschule Typ 1 mit dem Schwerpunkt Bau und Holztechnik (1 Jahr)

### Berufliche Qualifikation und Mittlerer Schulabschluss (Fachoberschulreife)
- Berufsfachschule Typ 2 mit dem Schwerpunkt Farbtechnik und Raumgestaltung (1 Jahr)
- Berufsfachschule Typ 2 mit dem Schwerpunkt Medientechnik (1 Jahr)
- Berufsfachschule Typ 2 mit dem Schwerpunkt Bau und Holztechnik (1 Jahr)

### Berufliche Qualifikation und Fachhochschulreife (Schulischer Teil)
- Höhere Berufsfachschule mit dem Schwerpunkt Gestaltung (2 Jahre)
- Höhere Berufsfachschule mit dem Schwerpunkt Bau und Holztechnik (2 Jahre)

### Berufliche Qualifikation und Fachhochschulreife
- Fachoberschule mit dem Schwerpunkt Gestaltung (2 Jahre)

### Berufsabschluss und Fachhochschulreife
- Bautechnischer Assistent (BTA) mit dem Schwerpunkt Hoch-/Tiefbau, Regionale Objekt- und Stadterneuerung, Erneuerung und Umbau bestehender Bausubstanz im Ruhrgebiet (3 Jahre)
- Gestaltungstechnischer Assistent (GTA) mit dem Schwerpunkt Grafik- und Objektdesign (3 Jahre)

## Standorte

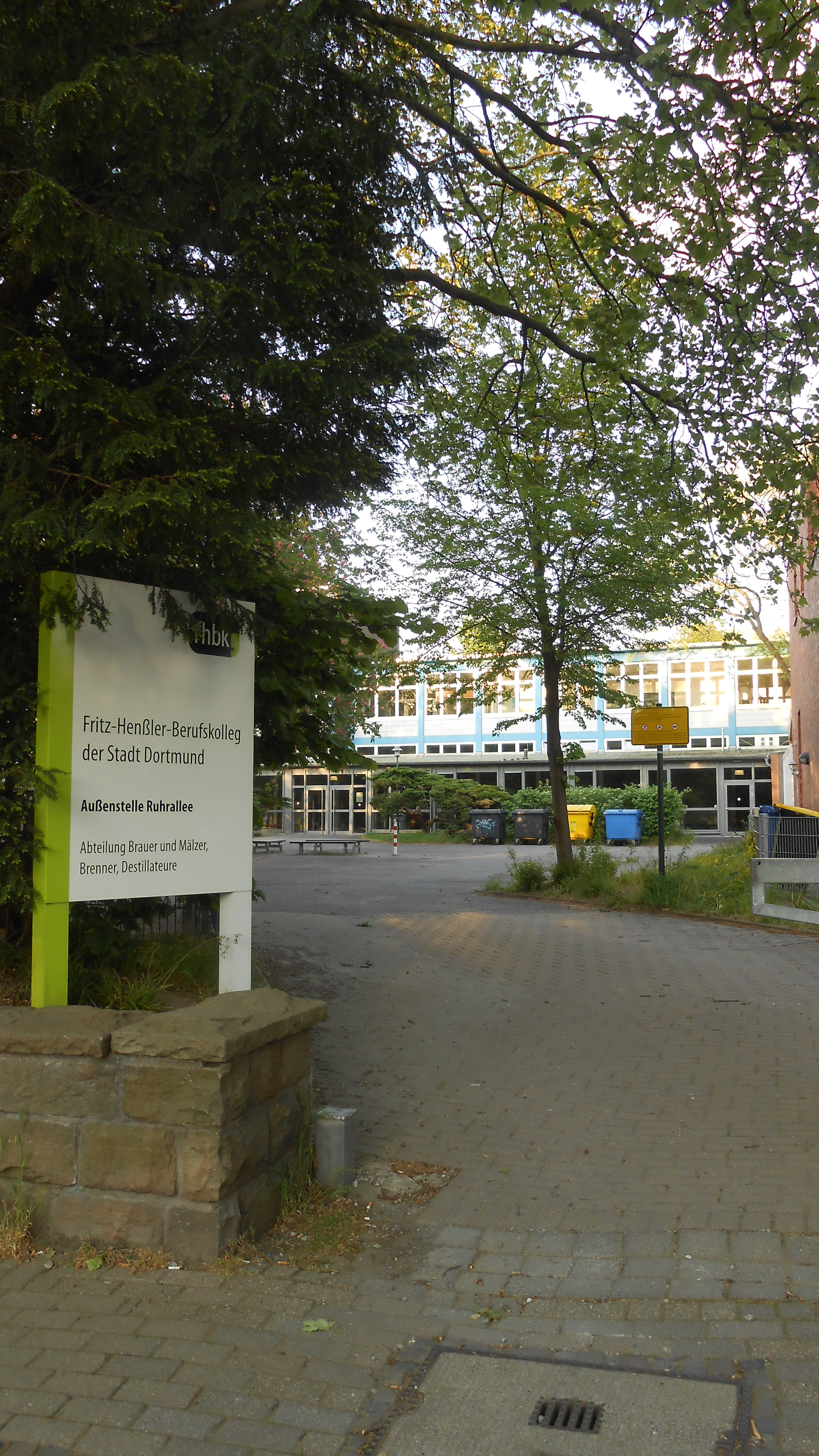
Außenstelle des Fritz-Henßler-Berufskollegs an der Ruhrallee

Im Hauptgebäude in der Brügmannstraße 25–27a (Dortmund Mitte) befinden sich neben Unterrichtsräumen auch eine Druckerei, eine Holzwerkstatt und eine Malerwerkstatt. Neben dem Hauptgebäude verfügt das FHBK außerdem über drei weitere Außenstellen:
- Die Bauabteilung befindet sich neben dem Fritz-Henßler-Haus in der Bornstraße 1 (Dortmund Mitte) – unweit des Hauptgebäudes,
- die Abteilung Brauer und Mälzer, Brenner und Destillateure befindet sich zwischen der Winfried-Grundschule und der Rettungswache 11 des DRK in der Ruhrallee 84–90 (Dortmund Mitte) und
- die Abteilung Gerüstbau befindet sich im Bildungszentrum Hansemann in der Barbarastraße 7 (Dortmund-Mengede).[10]